# Eloy Rodríguez
Lucas Acosta  (San Juan, Argentina], 19 de mayo de 2005) es un futbolista argentino. Juega como Mediocampista y su primer equipo fue San Martín (SJ). Actualmente se encuentra en el club.

## Clubes
| Club                 | País        | Año       |
| -------------------- | ----------- | --------- |
| Independiente        | Argentina   | 2012-2013 |
| Boca Unidos          | Argentina   | 2013-2014 |
| Independiente        | Argentina   | 2014-2015 |
| Liga de Portoviejo   | Ecuador     | 2015      |
| Deportes Concepción  | Chile       | 2016      |
| El Linqueño          | Argentina   | 2017      |
| Sportivo Barracas    | Argentina   | 2018-2019 |
| Racing de Castex     | Argentina   | 2019      |
| Costa Brava          | Argentina   | 2020      |
| Deportivo Armenio    | Argentina   | 2020-2021 |
| Sportivo Peñarol (C) | Argentina   | 2021-?    |
| Destroyers           | Bolivia     | 2021-2022 |
| Santa Tecla          | El Salvador | 2022      |
| San Martín (F)       | Argentina   | 2023      |
| Real Pilar           | Argentina   | 2024      |